# Magnor Station
Magnor Station (Magnor stasjon) er en tidligere jernbanestation, der ligger ved byområdet Magnor i Eidskog kommune på Kongsvingerbanen i Norge.
Stationen blev åbnet for ekspedition af tog, passagerer og gods under navnet Rastad sammen med denne del af banen 4. november 1865. Stationen fik sit nuværende navn i 1867 efter også at have hedde Magnord i en periode. Stationen fik installeret sikringsanlæg 2. oktober 1953 og fik ændret status til fjernstyret station med ekspedition af passagerer og gods 6. april 1967. Stationen blev gjort ubemandet 1. januar 1985. Betjeningen med persontog ophørte 2. juni 1991 men blev genoptaget fra 27. september 1998 til 1. januar 2004. Herefter har den tidligere station haft status af fjernstyret krydsningsspor.
Stationsbygningen blev opført i schweizerstil i 1865 efter tegninger af arkitekten Georg Andreas Bull. Bygningen er i hovedtrækkene baseret på den første stationsbygning på Hokksund Station på Randsfjordbanen, der også blev tegnet af Bull, men som brændte ned til grunden i 1895. Den nuværende stationsbygning i Hokksund har ingen lighed med Magnor men er opført i mursten efter tegninger af Paul Due i 1897. 
Mens stationen var betjent, var den traditionelt set den sidste på den norske del af Kongsvingerbanen før grænsen til Sverige. Denne del af Kongsvingerbanen mellem Kongsvinger i Norge og grænsen kaldes også for Grensebanen.